# Erich Höbarth
Erich Höbarth (Viena, 1956) es un violinista austriaco. Ha interpretado como solista para prestigiosas orquestas como la Camerata Salzburg, la Wiener Kammerphilharmonie, la Chapelle Royale de París, la Baltic Philharmonia, Radio-Symphonieorchester Wien, entre otras. Ha actuado en conciertos de música de cámara junto a músicos como Andras Schiff, Sabine Mayer, Elisabeth Leonskaja, Miklos Perenyi, entre otros.

## Biografía
Estudió con Franz Samohyl y Sandor Vegh. Fue miembro del cuarteto Vegh-Quartet y participó como asistente en sus clases magistrales. Höbart fue concertino de la Vienna Symbphony desde 1980 hasta 1987, concertino y solista de Concertus Musicus bajo la batuta de Nikolaus Harnoncourt, y miembro del Sexteto de Cuerda de Viena desde 1970 hasta 2004. 
Desde 1987, Höbarth ha sido miembro del Cuarteto Mosaïques, que le ha llevado a grabar numerosos discos para la firma discográfica Astree, destacando sus interpretaciones de Arriaga, Beethoven, Boccherini, Boëly, Haydn, Jadin, Mendelssohn, Mozart y Schubert, lo que le ha llevado a ganar en repetidas ocasiones los prestigiosos premios Gramophone.
Desde el punto de vista académico, es profesor de la Kunstuniversität (KUG) de Graz, profesor de cámara de la Universität für Musik und darstellende Kunst Wien (MDW) en Viena, de la academia de verano Prag-Wien-Budapest y de la European Chamber Music Academy. Además desde el año 2000, es director artístico de la Camerata Bern.